# Bulls
Bulls is een kleine plaats met ongeveer 1.750 inwoners aan de westkust van het Noordereiland van Nieuw-Zeeland in de regio Manawatu-Wanganui. Bulls ligt op de verbinding van Highway 1 en 3 ongeveer 160 kilometer ten noorden van Wellington. De voormalige brug van Bulls over de Rangitikei-rivier stortte in 1973 plotseling in, hierbij kwam niemand om het leven.
De plaats is vernoemd naar zijn stichter James Bull en heette oorspronkelijk Bull Town, maar dat werd later veranderd in Clifton. Op aandringen van Sir William Fox werd de naam Bulls in gebruik genomen.
Er wonen veel piloten van de Royal New Zealand Air Force-basis Ohakea in Bulls. Voormalig Formule 1-coureur Chris Amon had een boerderij net buiten de stad.
|  |

## Geboren in Bulls
- Chris Amon (1943-2016), autocoureur